# 溝渕誠
溝渕 誠（みぞぶち まこと）は、日本の漫画家。兵庫県神戸市出身。

## 経歴
1999年、『ハイパーコロコロ夏号』（小学館）に掲載された『魔界戦記ゲートキーパー』でデビュー。その後は主に小学館の『月刊コロコロコミック』『別冊コロコロコミック』で活動。現在のところデビュー作を除き、全ての作品がコミカライズ作品である。

## 作品リスト
- ゾイドの漫画作品
  - ZOIDSバトルカード戦士コマンダーTERU（別冊コロコロコミック、小学館、全2巻）
  - ゾイド新世紀スラッシュゼロ（別冊コロコロコミック、小学館）
  - 鉄魂!!ZOIDS核闘技（月刊コロコロコミック、小学館、全3巻）
- 百獣戦隊ガオレンジャー（てれコロコミック、小学館）
- ひでまる the soccer boy（月刊コロコロコミック、小学館、全2巻）
- ポケモンの漫画作品
  - ポケモンレンジャーと蒼海の王子マナフィ（月刊コロコロコミック、小学館、全1巻）
  - ポケットモンスター ダイヤモンド・パール レジギガス捕獲大作戦!!（別冊コロコロコミック、小学館）
  - ポケモン不思議のダンジョン ギンジの救助隊（別冊コロコロコミック、小学館、全1巻）
  - ポケモン不思議のダンジョン 炎の探検隊（別冊コロコロコミック、小学館、全1巻）
  - アルセウス 超克の時空へ（月刊コロコロコミック、小学館、全1巻）
- 神羅万象チョコ 七天の覇者（コロコロG 2011夏号、小学館）
- クロスファイト ビーダマン（コロコロイチバン!、小学館）